# Virtuální organizace
Virtuální organizace v kontextu obchodu a podnikání znamená obchodní a výrobní model založený na propojení elektronickými komunikačními prostředky namísto na propojení pomocí fyzické blízkosti. Tento styl organizační struktury vznikl zhruba v 90. letech 20. století, kdy se začal pojem používat. „Virtuální organizace je dočasná síť nezávislých institucí, podniků nebo jednotlivých specialistů, kteří se pomocí informačních a komunikačních technologií spojí, aby využili zřejmé konkurenční výhody. Propojeny vertikálně, přispívají svými klíčovými kompetencemi a vystupují jako jedna organizační jednotka. ... Virtuální organizace je identifikovatelná skupina lidí nebo organizací, která používá podstatně více informační a komunikační technologie než fyzickou přítomnost v jednáních, řízení obchodu a vzájemné spolupráci, aby dosáhla svých cílů.“
Hlavním cílem je se spojit v jednotku, která bude schopna rychle reagovat na změny v tržním prostředí, a tak dosáhnout konkurenceschopnosti, výborné produktivity, zvýšení efektivnosti a snížení nákladů všech zainteresovaných jednotek, především díky dynamickému předávání zkušeností, znalostí, licencí, patentů či know-how mezi partnery, kterými byla uzavřena živá virtuální společnost.
Organizační struktura je u virtuální organizace daleko plošší a tedy zde neexistuje taková vertikální hierarchie jako u klasických firem. Existuje zde veliká flexibilita, schopnost reagovat na změnu, oproti těžkopádnější klasické organizaci. Ve virtuální společnosti je důraz na demokratický styl řízení. U virtuální společnosti je přímo součástí organizační struktury informační systém, na který je virtuální organizace náročnější, než klasická. Problémem v této organizační struktuře může být ochrana know-how.
Přímo z pohledu operačního managementu je virtuální organizace brána především jako jedna z možných strategií dodavatelského řetězce.